# Šerm na Letních olympijských hrách 1904
Šerm na Letních olympijských hrách 1904.

## Medailisté

### Muži
| Kategorie            | Zlato                                                                                        | Stříbro                                                                       | Bronz                                        |                |
| -------------------- | -------------------------------------------------------------------------------------------- | ----------------------------------------------------------------------------- | -------------------------------------------- | -------------- |
| Fleret - jednotlivci | Ramón Fonst · Kuba (CUB)                                                                     | Albertson Van Zo Post · Kuba (CUB)                                            | Charles Tatham · Kuba (CUB)                  |                |
| Kord - jednotlivci   | Ramón Fonst · Kuba (CUB)                                                                     | Charles Tatham · Kuba (CUB)                                                   | Albertson Van Zo Post · Kuba (CUB)           |                |
| Šavle - jednotlivci  | Manuel Díaz · Kuba (CUB)                                                                     | William Grebe · Spojené státy americké (USA)                                  | Albertson Van Zo Post · Kuba (CUB)           |                |
| Fleret - družstvo    | Smíšené družstvo (ZZX) · Ramón Fonst (CUB) · Albertson Van Zo Post (CUB) · Manuel Díaz (CUB) | Spojené státy americké (USA) · Charles Tatham · Charles Townsend · Arthur Fox | Nebyla udělena                               | Nebyla udělena |
| Šerm holí            | Albertson Van Zo Post · Kuba (CUB)                                                           | William O'Connor · Spojené státy americké (USA)                               | William Grebe · Spojené státy americké (USA) |                |

### Přehled medailí
| Pořadí | Země                   | Zlato | Stříbro | Bronz | Celkově |
| ------ | ---------------------- | ----- | ------- | ----- | ------- |
| 1.     | Kuba                   | 4     | 2       | 3     | 9       |
| 2.     | Spojené státy americké | 0     | 3       | 1     | 4       |
| —      | Smíšené družstvo       | 1     | 0       | 0     | 1       |